# رباب (فلم)
رباب هو فيلم مصري تم إنتاجه عام 1942، تأليف وإخراج أحمد جلال وبطولة ماري كويني وأحمد جلال.

## قصة الفيلم
عانت رباب واصف (ماري كويني) من قسوة زوجة ابيها، وتحريضها لوالدها (محمود لطفي) للقسوة عليها وضربها، مما دفعها للهروب من المنزل، والتسلل لإحدى عربات قطار البضاعة، وقد فوجئت بوجود المسجونان الهاربان عبد الجبار (حسين عيسى) وجوده (اسعد مصطفى) واللذين وعداها بعدم اذيتها، بشرط عدم فضح أمرهما، وعلمت منهما أنهما لصان هاربان، وكان جوده هو الأقرب إليها حيث كان طيب القلب عكس الشرير عبد الجبار، وأخبرها جوده أنهما في الأساس ممثلان ضاقت بهما السبل فسرقوا، وأنهما ذاهبان لطنطا حيث سينزلان عند الممثلة سعديه، وفي طنطا تفرقا، وفي مولد السيد البدوى، انزلقت قدم رباب وإلتوت تحتها، وتجمهر حولها المارة، واستدعيت الإسعاف، وتم نقلها للمستشفى العام، وتم إسعافها، ولكن البوليس استجوبها عن اسمها واين تقيم، وإضطرت لذكر اسم الممثلة سعديه، وكان متواجدا إحسان بك (عمر جميعي) وهو أحد المعجبين بسعديه، فأعلن بمعرفته بعنوان المذكورة، وانتقل الجميع إلى هناك، حيث أعلنت سعديه (حكمت فهمي) عدم معرفتها لرباب، ولكن تواجد جوده ومعرفته لرباب أنقذ الموقف، وقام إحسان بك بضمان رباب امام البوليس، الذي استجاب فورا، نظرا لمركز احسان بك المرموق، فقد كان الابن الوحيد لحسين باشا طاهر (أحمد جلال) والذي كان يمضى أجازاته بعزبته الكبيرة بطنطا، وقد كان يدلل إبنه إحسان بعد وفاة والدته، وهو الشيء الذي كان يقابل بإستنكار شديد، من خاله عثمان بك (عباس فارس) والذي كان يعده للزواج من إبنته نعمات (زوزو نبيل)، وكان مخصصا لرعاية إحسان بالمنزل الدادة زعفران (إستر شطاح) وخارج المنزل المربى محفوظ (محمد إبراهيم)، وعاود إحسان مقابلاته مع رباب وصحبها يوما في سيارته ومعه المربى محفوظ، وحاول إحسان تقبيل رباب، ولكنها هددته بأن تقفز من السيارة، ولما أقدمت على القفز، حاول منعها، لتختل عجلة القيادة في يده، وتنقلب السيارة، ليلقى إحسان مصرعه يوم الاحتفال بعيد ميلاده، ويفقد محفوظ بصره، بينما نجت رباب من الحادث، وعلم طاهر باشا أن السبب في الحادث هو رباب، فقرر الانتقام منها بقتلها، فهربت رباب، بينما هاجم البوليس منزل سعديه للقبض عليها، فوجد السجينان الهاربان جوده وعبد الجبار فقبض عليهما، بينما إختفت رباب في القاهرة، منتحلة اسم نجوى، وحاولت البحث عن عمل دون جدوى، فلما عجزت عن دفع ايجار حجرتها، وحاولت صاحبة البيت طردها، قامت جارتها فكرية (سميرة كمال) بمساعدتها بمبلغ 50 قرش، وعرضت عليها التوسط لدى ناظرة المدرسة الخيرية التي تعمل بها، لتعمل معلمة اناشيد، وقد وافقت الناظرة (فيكتوريا حبيقة)، وانتظمت نجوى بالعمل، وتحسنت احوالها، وخرجت يوما للتنزه على ضفاف النيل، لتنزلق قدماها وتسقط في الماء، ويراها طاهر باشا من خلال ذهبيته فيظنها منتحرة، فيلقى بنفسه في الماء لإنقاذها، وقد كان طاهر باشا قد عزل نفسه، منذ عامين بعد مصرع إحسان، وأصيب باكتئاب شديد، وفي صدره حقد كبير على رباب المتسببة بمصرع إبنه، وبدلت نجوى ملابسها المبتلة، بملابس طاهر باشا، وأخذت الأمر بشيئ من المرح، وسخرت من جدية طاهر المبالغ فيها، حتى انفكت عقده ونسى أحزانه، وضحك لأول مرة منذ سنتين، وقامت نجوى بتنظيف وترتيب الذهبية، وقضت ليلتها بأحد الغرف منفردة، وفي الصباح ارتدت ملابسها، وذهبت لعملها قبل استيقاظ طاهر، الذي أسف جدا على فقدها، فقد نالت إعجابه، وقرر طاهر زيارة المدرسة الخيرية التي يقوم بالصرف عليها سنويا بمبلغ 300 جنيه، وفوجئ بوجود نجوى معلمة الأناشيد، فطلب من الست الناظرة، فصل نجوى لأنها لا تصلح للعمل كمعلمة، وبالخارج قابلها وافهمها انها تصلح كزوجة له، وتزوجها على عجل، ثم اكتشفت نجوى أن طاهر باشا هو والد إحسان، فأصيبت بهلع شديد، وقضت وقتا عصيبا، مابين الخوف من اكتشاف أمرها، حيث كان جميع من بالمنزل يحمل كرها شديدا لرباب، ومن ناحية أخرى رفضت خداعها لزوجها بعدم إظهار حقيقة أمرها، ودعت صديقتها فكريه لقضاء أجازتها بالعزبة، والتي نصحتها بنسيان الأمر، وعدم مصارحة زوجها بالحقيقة، فقد فات آوان المصارحة، ولكن نجوى صممت على مصارحة زوجها بالحقيقة، ولا يهم ماسيحدث بعدها، وقرأ طاهر في عينيها ماتخفيه، فأعلنها بأنه يعرف كل شيء، واعتذر لها بأنه ماكان يجب أن يتزوجها، وهو إنسان محطم ويائس، وكبير في السن، وكان يجب أن تتزوج شاب مثلها، مما دعاها لمراعاة ظروفه، وعدم البوح بالحقيقة في الوقت الحالي، ولكن علمها بأنها حامل، غير كل الخطط، خصوصا بعد أن أحاطها الجميع، بكل الحب والعناية، بعد أن وضعت إبنها كمال (نادر جلال)، وشاءت الظروف أن يفرج عن جوده وعبد الجبار، ويتقابلان مع رباب بالقاهرة، ويراقبها عبد الجبار، ويعلم بزواجها من طاهر وتبدل حالها للأفضل، عكس حياتهما بعد خروجهما من السجن، ويقرر ابتزازها مقابل عدم فضحها أمام زوجها، وتراهما سعديه التي تغير على عشيقها عبد الجبار، فتطلق النار على رباب، وتعترف بجريمتها، وتنتحر بالسجن فتنقضى الدعوة، وتسوء حالة رباب بالمستشفى، وتكتب الصحف عن علاقة غرامية بين رباب وعبد الجبار، مما يدعو طاهر لمقاطعة زوجته نجوى، ويرفض طلبها برؤية إبنها كمال، ويقف عثمان بك وإبنته نعمات إلى جوار نجوى، وتقوم فكريه بذكر الحقيقة إلى عثمان ونعمات، وتذكر لهما أنها رباب، وحاول احسان تقبيلها في السيارة فحاولت القفز، لتنقلب السيارة، واكد محفوظ صحة قصتها، وفي نفس الوقت زار جوده رباب، وهاله ماوصلت إليه حالتها، ورغبتها الاخيرة لرؤية ابنها كمال، فتوجه لعبد الجبار وثار عليه لأول مرة، بل ضربه ضربا مبرحا، وأجبره على الاعتراف بالحقيقة كاملة، أمام طاهر باشا، الذي تأكد من إخلاص وبراءة رباب، فأعادها لمنزله ليكملا حياتهما، ومعهم ثمرة حبهما كمال.

## فريق العمل
إخراج وتأليف وإنتاج: أحمد جلال
بطولة:
- ماري كويني (رباب واصف)
- أحمد جلال (حسين باشا طاهر)
- عمر جميعي (إحسان طاهر)
- حسين عيسى (عبد الجبار)
- حكمت فهمي (سعدية)
- عباس فارس (عثمان بك)
- زوزو نبيل (نعمات)
- نادر جلال (الطفل كمال طاهر)
- إستر شطاح (دادة زعفران)
- فيكتوريا حبيقة (ناظرة المدرسة)

## روابط خارجية
- مقالات تستعمل روابط فنية بلا صلة مع ويكي بيانات